# (38015) 1998 KX63
1998 KX63 (asteroide 38015) é um asteroide da cintura principal. Possui uma excentricidade de 0.07181670 e uma inclinação de 5.95424º.
Este asteroide foi descoberto no dia 22 de maio de 1998 por LINEAR em Socorro.